# Kate Elliott
Kate Elliott (* 1958; als Alis A. Rasmussen) ist eine US-amerikanische Science-Fiction- und Fantasy-Autorin. 
In den 1980er und Anfang der 1990er Jahre veröffentlichte sie ihre ersten Bücher noch unter ihrem richtigen Namen Alis A. Rasmussen, die kommerziell noch nicht erfolgreich waren. Andere Verlage waren an ihren Manuskripten interessiert, bestanden jedoch auf einem Namen, der von den schlechten Verkaufszahlen der früheren Bücher unbelastet war. So erschienen ihre Bücher ab 1992 unter dem Pseudonym Kate Elliott.
Ihr Sternenkrone-Zyklus sowie die in Zusammenarbeit mit Melanie Rawn und Jennifer Roberson entstandene Chronik des Goldenen Schlüssels gehören zu ihren bekanntesten und erfolgreichsten Werken.

## Werk (alsAlis A. Rasmussen)

### The Highroad Trilogy
- Vol. 1: A Passage of Stars, 1990
- Vol. 2: Revolution's Shore, 1990
- Vol. 3: The Price of Ransom, 1990

### Einzelromane
- The Labyrinth Gate, 1988

## Werk (alsKate Elliott)

### Jaran
- Vol. 1: Jaran, 1992
- Vol. 2: The Sword of Heaven, Book 1: An Earthly Crown, 1992
- Vol. 3: The Sword of Heaven, Book 2: His Conquering Sword, 1992
- Vol. 4: The Law of Becoming, 1994

### Sternenkrone (The Crown of Stars)
- Vol. 1: King's Dragon, 1997

Band 1: Erben der Nacht, Goldmann, 1998, ISBN 3-442-24742-X
Band 2: Im Namen des Königs, Goldmann, 1999, ISBN 3-442-24743-8
Sammelband 1: Sternenkrone 1+2, Blanvalet, 2005, ISBN 3-442-24349-1
- Vol. 2: Prince of Dogs, 1998

Band 3: Auf den Flügeln des Sturms, Goldmann, 1999, ISBN 3-442-24744-6
Band 4: Die Kathedrale der Hoffnung, Goldmann, 1999, ISBN 3-442-24842-6
Sammelband 2: Sternenkrone 3+4, Blanvale, 2005, ISBN 3-442-24373-4
- Vol. 3: The Burning Stone, 1999

Band 5: Der brennende Stein, Goldmann, 2000, ISBN 3-442-24843-4
Band 6: Das Rad des Schicksals, Goldmann, 2000, ISBN 3-442-24844-2
Sammelband 3: Sternenkrone 5+6, Blanvalet, 2006, ISBN 3-442-24407-2
- Vol. 4: Child of Flame, 2000

Band 7: Kind des Feuers, Goldmann, 2001, ISBN 3-442-24131-6
Band 8: Schatten des Gestern, Goldmann, 2001, ISBN 3-442-24132-4
Sammelband 4: Sternenkrone 7+8, Blanvalet, 2007, ISBN 3-442-24437-4
- Vol. 5: The Gathering Storm, 2003

Band 9: Ins Land der Greife, Blanvalet, 2005, ISBN 3-442-24138-3
Band 10: Die magischen Tore, Blanvalet, 2006, ISBN 3-442-24139-1
Sammelband 5: Sternenkrone 9+10, Blanvalet, 2007, ISBN 3-442-24463-3
- Vol. 6: In the Ruins, 2005

Band 11: Das verwüstete Land, Blanvalet, 2007, ISBN 3-442-24140-5
Band 12: Die letzte Schlacht, Blanvalet, 2008, ISBN 3-442-24141-3
- Vol. 7: The Crown of Stars, 2006

### Die Chronik des Goldenen Schlüssels
Siehe Die Chronik des Goldenen Schlüssels bei Melanie Rawn …

### Crossroads
- Spirit Gate, 2007
- Shadow Gate, 2008
- Traitors' Gate, 2009